# Нигерия на летних Олимпийских играх 1972
Нигерия принимала участие в Летних Олимпийских играх 1972 года в Мюнхене (ФРГ) в шестой раз за свою историю, и завоевала одну бронзовую медаль.

## Медалисты
| Медаль | Спортсмен    | Вид спорта | Дисциплина        |
| ------ | ------------ | ---------- | ----------------- |
| Бронза | Исаак Ихурия | Бокс       | Мужчины, до 81 кг |